# Grennan Mill
Die Grennan Mill ist eine Wassermühle nahe der schottischen Ortschaft St John’s Town of Dalry in der Council Area Dumfries and Galloway. 1986 wurde das Bauwerk in die schottischen Denkmallisten in der höchsten Denkmalkategorie A aufgenommen.

## Beschreibung
Die Grennan Mill liegt isoliert in einer dünnbesiedelten Region rund zwei Kilometer südöstlich von St John’s Town of Dalry. Direkt östlich verläuft das Garple Water, ein Zufluss des Water of Ken. Im Jahre 1506 wurde eine Mühle an diesem Standort etabliert. Die heutigen Gebäude und Maschinerien entstammen jedoch im Wesentlichen einem Neubau im späten 18. Jahrhundert beziehungsweise dem Jahre 1834.
Ein Mühlbach zum Antrieb des Wasserrades wird nördlich der Mühle aus dem Garple Water abgezweigt. Das zehnspeichige, oberschlächtige Wasserrad durchmisst 4,27 m bei einer Breite von 1,02 m. Es ist vollständig aus Eisen gefertigt. Die teilweise erhaltene Maschinerie, darunter drei Paare von Mahlsteinen, stammt im Wesentlichen aus dem Jahre 1834. Sie ist funktionstüchtig.
2008 wurde die Grennan Mill in das Register gefährdeter denkmalgeschützter Bauwerke in Schottland aufgenommen. Der Zustand der um 1950 letztmals betriebenen Mühle wird als sehr schlecht, jedoch mit geringer Gefährdung auf Verschlechterung eingestuft.